# イルミネーション (企業)
イルミネーション（Illumination）は、2007年にクリス・メレダンドリによって設立されたアメリカ合衆国のアニメーション制作会社である。会社はメレダンドリの所有であり、ブランドはコムキャストの100％子会社であるNBCユニバーサルを通してユニバーサル・ピクチャーズが共同所有している。メレダンドリは映画を製作し、ユニバーサルは資金調達と配給を行っている。『怪盗グルー』シリーズ、『ペット』シリーズ、『SING/シング』シリーズや、ドクター・スースの著書を基にした作品『ロラックスおじさんの秘密の種』と『グリンチ』などを手掛けている。
イルミネーションはこれまでに14本の長編映画を製作し、そのうちの8作品は、歴代アニメーション映画50位以内に入っている。また、1本あたりの平均興行収入は7億1,100万ドル。同スタジオの最高売上作品は、『ザ・スーパーマリオブラザーズ・ムービー』（13億6,200万ドル）と『ミニオンズ』（11億5,900万ドル）と『怪盗グルーのミニオン大脱走』（10億3,400万ドル）であり、両作品は歴代興行収入50位以内に入っている。

## 歴史
メレダンドリは2007年初頭に20世紀アニメーションとブルースカイ・スタジオの社長を退任した。これらの会社では、『アイス・エイジ』『ロボッツ』『アイス・エイジ2』『ホートン/ふしぎな世界のダレダーレ』などの映画の監督や製作総指揮を務めた。退社後、イルミネーション（当時：イルミネーション・エンターテインメント）を設立し、2010年から年に1-2本の映画を製作するNBCユニバーサルのファミリー・エンターテインメント部門としてイルミネーション・エンターテインメントを位置づけた契約が発表された。この契約には、イルミネーションがクリエイティブ・コントロールを保持し、ユニバーサルが映画を独占的に配給することが含まれている。2011年夏、イルミネーションは『怪盗グルーの月泥棒』や『ロラックスおじさんの秘密の種』を製作したフランスのアニメーション・ビジュアルエフェクトスタジオ「マック・ガフ」のアニメーション部門を買収し、「イルミネーション・マック・ガフ」を設立した。
メレダンドリは、「厳格なコスト管理とヒットアニメは互いに排他的なものではない」との認識のもと、イルミネーションを低コストモデルに固執させたいと考えていた。製作費が1億ドルを超えることが多い映画業界で、『怪盗グルーの月泥棒』の6900万ドルの予算と『イースターラビットのキャンディ工場』の6300万ドルの予算を考えると、イルミネーションの最初の2作品はかなり低い予算で完成している。効率的な財務モデルを維持する方法の一つに、コストを意識したアニメーション技術を採用することで、コンピュータグラフィックスの費用とレンダリング時間を削減することがある。
ピクサー・アニメーション・スタジオとは異なり、初期の頃のイルミネーションは、映画を作成するために監督や脚本家のコアグループに依存していた。『怪盗グルーの月泥棒』で監督を務めたピエール・コフィンとクリス・ルノーは、『ロラックスおじさんの秘密の種』『怪盗グルーのミニオン危機一発』『ミニオンズ』『ペット』『怪盗グルーのミニオン大脱走』でも監督または共同監督を務めた。脚本家のシンコ・ポールとケン・ダウリオは、『怪盗グルーの月泥棒』『イースターラビットのキャンディ工場』『ロラックスおじさんの秘密の種』『怪盗グルーのミニオン危機一発』『ペット』『怪盗グルーのミニオン大脱走』を、ブライアン・リンチは『イースターラビットのキャンディ工場』『ミニオンズ』『ペット』で脚本または共同脚本を務めた。
2012年9月には、フジテレビ（フジテレビムービー）と国際的戦略提携を締結。これにより、同年9月7日公開の『踊る大捜査線 THE FINAL 新たなる希望』以降、同局が制作に関与する映画作品のアバンタイトル冒頭のフジテレビムービーのロゴにミニオンが登場する他、イルミネーションが制作する作品の脚本や登場人物などの制作面においての意見交換や映像制作の企画・クリエイティブの提案を相互で実施されることになっている。
2016年8月22日、NBCユニバーサルは競合スタジオのドリームワークス・アニメーションを買収し、メレダンドリを両スタジオの監督に任命した。
2022年9月23日、イルミネーションは、元Netflixのアダルトアニメーションの責任者マイク・ムーンをシニアクリエイティブアドバイザーとして採用し、ムーン率いる新レーベル「ムーンライト」を設立し、「ファミリージャンルを超えたアニメーションを制作」することを発表した。

### 作品
同スタジオ初の映画『怪盗グルーの月泥棒』は2010年7月9日に米国で公開され、初週末に5,600万ドルを獲得し、国内2億5,100万ドル、全世界5億4,300万ドルの興行収入を記録するなど、商業的にも成功を収めた。スタジオの最初の続編である『怪盗グルーのミニオン危機一発』は、2013年7月3日に米国で公開され、全世界で9億7,000万ドル以上を記録し、2013年のアニメ映画としては2番目の高収益を記録し、100年の歴史の中で最も収益を上げたユニバーサル・ピクチャーズ作品としての記録を更新した。2017年6月30日に公開された『怪盗グルーのミニオン大脱走』は、10億ドルの興行収入を記録した2作目の作品となり、2週目の劇場公開で4,536館という過去最高の劇場数を記録した。
2020年に『ミニオンズ フィーバー』の公開が予定されていたが、フランスにおけるコロナウィルス感染拡大にともない2021年への公開延期が決定、その後、再延期がアナウンスされた。2022年7月に改めて公開された。
2021年12月22日には『SING/シング: ネクストステージ』が公開された。
2023年4月には任天堂とのコラボレーションとしてマリオシリーズを原作としたアニメ映画である『ザ・スーパーマリオブラザーズ・ムービー』が公開され、世界歴代興行収入にて15位。洋画アニメーション映画としてはウォルト・ディズニー・アニメーション・スタジオの作品『アナと雪の女王2』に続く2位。イルミネーション作品としてもっともヒットした作品になった。また、イルミネーションは、頻繁にコラボレーションをしているミュージシャンのファレル・ウィリアムスと協力して、ゼロから作るオリジナルのアニメーション映画の製作を予定している。

## 作品

### 長編映画

#### 公開済みの作品
| #  | 題名                                                               | 米公開日        | 日本公開日      | 製作費       | 興行収入       | RT  | MC |
| -- | ------------------------------------------------------------------ | --------------- | --------------- | ------------ | -------------- | --- | -- |
| 1  | 怪盗グルーの月泥棒 Despicable Me                                   | 2010年 7月9日   | 2010年 10月29日 | $69,000,000  | $543,113,985   | 80% | 72 |
| 2  | イースターラビットのキャンディ工場 Hop                             | 2011年 4月1日   | 2011年 8月19日  | $63,000,000  | $183,953,723   | 24% | 41 |
| 3  | ロラックスおじさんの秘密の種 The Lorax                             | 2012年 3月2日   | 2012年 10月6日  | $70,000,000  | $348,840,316   | 54% | 46 |
| 4  | 怪盗グルーのミニオン危機一発 Despicable Me 2                       | 2013年 7月3日   | 2013年 9月21日  | $76,000,000  | $970,761,885   | 75% | 62 |
| 5  | ミニオンズ Minions                                                 | 2015年 7月10日  | 2015年 7月31日  | $74,000,000  | $1,159,398,397 | 56% | 56 |
| 6  | ペット The Secret Life of Pets                                     | 2016年 7月8日   | 2016年 8月11日  | $75,000,000  | $875,457,937   | 71% | 61 |
| 7  | SING/シング Sing                                                   | 2016年 12月21日 | 2017年 3月17日  | $75,000,000  | $634,151,679   | 71% | 59 |
| 8  | 怪盗グルーのミニオン大脱走 Despicable Me 3                         | 2017年 6月30日  | 2017年 7月21日  | $80,000,000  | $1,034,799,409 | 59% | 49 |
| 9  | グリンチ The Grinch                                                | 2018年 11月9日  | 2018年 12月14日 | $75,000,000  | $511,595,957   | 59% | 51 |
| 10 | ペット2 The Secret Life of Pets 2                                  | 2019年 6月7日   | 2019年 7月26日  | $80,000,000  | $431,058,415   | 60% | 55 |
| 11 | SING/シング: ネクストステージ Sing 2                               | 2021年 12月22日 | 2022年 3月18日  | $85,000,000  | $408,398,852   | 72% | 49 |
| 12 | ミニオンズ フィーバー Minions: The Rise of Gru                     | 2022年 7月1日   | 2022年 7月15日  | $80,000,000  | $939,628,210   | 70% | 56 |
| 13 | ザ・スーパーマリオブラザーズ・ムービー The Super Mario Bros. Movie | 2023年 4月5日   | 2023年 4月28日  | $100,000,000 | $1,361,767,338 | 59% | 46 |
| 14 | FLY!/フライ! Migration                                             | 2023年 12月22日 | 2024年 3月15日  | $72,000,000  | $281,997,060   | 72% | 56 |
| 15 | 怪盗グルーのミニオン超変身 Despicable Me 4                         | 2024年 7月3日   | 2024年 7月19日  | $100,000,000 | $915,800,000   | 56% | 52 |

#### 公開前の作品
| #  | 題名                                       | 米公開日      | 日本公開日     | 出典                 |
| -- | ------------------------------------------ | ------------- | -------------- | -------------------- |
| 16 | スーパーマリオ・ワールド Super Mario World | 2026年 4月3日 | 2026年 4月24日 | [ 25 ] [ 26 ] [ 27 ] |
| 17 | ミニオンズ3（原題） Minions 3              | 2026年 7月1日 | TBA            | [ 28 ]               |

#### 企画中の作品
| 題名                                                                       | 出典          |
| -------------------------------------------------------------------------- | ------------- |
| ビッグツリー（原題） Big Tree                                              | [ 29 ]        |
| ペット3（原題） The Secret Life of Pets 3                                  | [ 30 ]        |
| SING/シング3（原題） Sing 3                                                | [ 31 ]        |
| タイトル未定のファレル・ウィリアムスの映画 Untitled Pharrell Williams film | [ 32 ] [ 33 ] |

### 短編映画
| #  | 邦題                                   | 原題                    | 公開日         | 収録作品                             | 備考                          |
| -- | -------------------------------------- | ----------------------- | -------------- | ------------------------------------ | ----------------------------- |
| 1  | みんなで模様替え                       | Home Makeover           | 2010年12月14日 | 怪盗グルーの月泥棒                   | DVD・Blu-rayに収録            |
| 2  | ミニオンのお仕事                       | Orientation Day         | 2010年12月14日 | 怪盗グルーの月泥棒                   | DVD・Blu-rayに収録            |
| 3  | バナナ                                 | Banana                  | 2010年12月14日 | 怪盗グルーの月泥棒                   | DVD・Blu-rayに収録            |
| 4  | N/A                                    | Brad & Gary             | 2011年07月01日 | N/A                                  | 劇場公開                      |
| 5  | フィルのダンスパーティー               | Phil's Dance Party      | 2012年03月23日 | イースターラビットのキャンディ工場   | DVD・Blu-rayに収録            |
| 6  | ワンスラーの馬車                       | Wagon Ho!               | 2012年08月07日 | ロラックスおじさんの秘密の種         | DVD・Blu-rayに収録            |
| 7  | トフッフラの森探検マップ               | Forces of Nature        | 2012年08月07日 | ロラックスおじさんの秘密の種         | DVD・Blu-rayに収録            |
| 8  | 種を植えよう                           | Serenade                | 2012年08月07日 | ロラックスおじさんの秘密の種         | DVD・Blu-rayに収録            |
| 9  | ミニオンの子犬                         | Puppy                   | 2013年12月10日 | 怪盗グルーのミニオン危機一発         | DVD・Blu-rayに収録            |
| 10 | 郵便室危機一発                         | Panic in the Mailroom   | 2013年12月10日 | 怪盗グルーのミニオン危機一発         | DVD・Blu-rayに収録            |
| 11 | アグネスの自転車                       | Training Wheels         | 2013年12月10日 | 怪盗グルーのミニオン危機一発         | DVD・Blu-rayに収録            |
| 12 | クロミニオン                           | Cro Minion              | 2015年12月08日 | ミニオンズ                           | DVD・Blu-rayに収録            |
| 13 | ライバル                               | Competition             | 2015年12月08日 | ミニオンズ                           | DVD・Blu-rayに収録            |
| 14 | ピンキー・ネルソンの大冒険             | Binky Nelson Unpacified | 2015年12月08日 | ミニオンズ                           | DVD・Blu-rayに収録            |
| 15 | ミニオンズ:アルバイト大作戦            | Mower Minions           | 2016年07月08日 | ペット                               | 劇場公開                      |
| 16 | NTV:ノーマン・テレビジョン             | Norman Television       | 2016年12月06日 | ペット                               | DVD・Blu-rayに収録            |
| 17 | 弱虫なティミー                         | Weenie                  | 2016年12月06日 | ペット                               | DVD・Blu-rayに収録            |
| 18 | グンターの子守                         | Gunter Babysits         | 2017年03月21日 | SING/シング                          | DVD・Blu-rayに収録            |
| 19 | ひと目惚れの恋                         | Love at First Sight     | 2017年03月21日 | SING/シング                          | DVD・Blu-rayに収録            |
| 20 | エディのライフコーチ                   | Eddie's Life Coach      | 2017年03月21日 | SING/シング                          | DVD・Blu-rayに収録            |
| 21 | カイルの秘密の生活                     | The Secret Life of Kyle | 2017年12月05日 | 怪盗グルーのミニオン大脱走           | DVD・Blu-rayに収録            |
| 22 | ミニオンのミニミニ脱走                 | Yellow is the New Black | 2018年11月09日 | グリンチ                             | 劇場公開                      |
| 23 | ある冬の日のマックス                   | The Dog Days of Winter  | 2018年11月23日 | トロールズ みんなのハッピーホリデー! | テレビ放映                    |
| 24 | ミニオンのクリスマス大騒動             | Santa's Little Helpers  | 2019年02月05日 | グリンチ                             | DVD・Blu-rayに収録            |
| 25 | スーパー・ギジェットのラブラブ救出作戦 | Super Gidget            | 2019年08月27日 | ペット2                              | DVD・Blu-rayに収録            |
| 26 | ミニオンのキャンプで爆笑大バトル       | Minion Scouts           | 2019年08月27日 | ペット2                              | DVD・Blu-rayに収録            |
| 27 | ミニオンとモンスター                   | Minions & Monsters      | 2021年06月11日 | ミニオンズ フィーバー                | テレビ放映/DVD・Blu-rayに収録 |
| 28 | グンター・アイズ・オンリー             | For Gunter's Eyes Only  | 2022年03月29日 | SING/シング: ネクストステージ        | DVD・Blu-rayに収録            |
| 29 | アニマル・アトラクション               | Animal Attraction       | 2022年03月29日 | SING/シング: ネクストステージ        | DVD・Blu-rayに収録            |
| 30 | ポストモダン・ミニオン                 | Post Modern Minion      | 2022年09月06日 | ミニオンズ フィーバー                | DVD・Blu-rayに収録            |
| 31 | N/A                                    | Penglai                 | 2022年09月16日 | N/A                                  | 限定公開                      |
| 32 | ミニオンの月世界                       | Mooned                  | 2023年12月22日 | FLY!/フライ!                         | 劇場公開                      |
| 33 | フライ・ハード                         | Fly Hard                | 2024年02月27日 | FLY!/フライ!                         | DVD・Blu-rayに収録            |
| 34 | 真夜中のミッション                     | Midnight Mission        | 2024年02月27日 | FLY!/フライ!                         | DVD・Blu-rayに収録            |
| 35 | SING/シング: Thriller                  | Sing: Thriller          | 2024年10月16日 | SING/シングシリーズ                  | Netflixで配信                 |

### テレビスペシャル
| # | 題名                    | 放送日         | ネットワーク | 短編作品集 |
| - | ----------------------- | -------------- | ------------ | --- |
| 1 | Minions Holiday Special | 2020年11月27日 | NBC          | ミニオンのクリスマス大騒動、アグネスの自転車、ミニオンの子犬、ミニオンのキャンプで爆笑大バトル |
| 2 | Minions & More 1        | 2022年09月22日 | Netflix      | ミニオンの子犬、ある冬の日のマックス、ミニオンのキャンプで爆笑大バトル、NTV:ノーマン・テレビジョン、アグネスの自転車、ひと目惚れの恋、カイルの秘密の生活、弱虫なティミー、トフッフラの森探検マップ、ミニオンのクリスマス大騒動        |
| 3 | Minions & More 2        | 2022年11月08日 | Netflix      | ミニオンズ:アルバイト大作戦、スーパー・ギジェットのラブラブ救出作戦、ミニオンのミニミニ脱走、エディのライフコーチ、ライバル、種を植えよう、クロミニオン、ワンスラーの馬車、ピンキー・ネルソンの大冒険、郵便室危機一発、グンターの子守 |

### Webシリーズ
| # | 邦題                         | 原題                     | 初回放送日     | 最終回放送日   | ネットワーク       |
| - | ---------------------------- | ------------------------ | -------------- | -------------- | ------------------ |
| 1 | サタデーモーニングミニオンズ | Saturday Morning Minions | 2021年06月05日 | 2022年03月05日 | Facebook Instagram |
| 2 | N/A                          | Who's Who?               | 2023年07月13日 | 継続中         | TikTok YouTube     |
| 3 | N/A                          | Bones Story              | TBA            | TBA            | TikTok YouTube     |

### アトラクション
| # | 日本語名                       | 原語名                                  | オープン日                                                                                               |
| - | ------------------------------ | --------------------------------------- | --- |
| 1 | ミニオン・ハチャメチャ・ライド | Despicable Me Minion Mayhem             | フロリダ 2012年7月2日 ハリウッド 2014年4月12日 日本 2017年4月21日 北京 2021年9月20日 シンガポール 建設中 |
| 2 | ペット: オフ・ザ・リーシュ!    | The Secret Life of Pets: Off the Leash! | ハリウッド 2021年4月16日                                                                                 |

### ビデオゲーム
| タイトル                                | 発売日 | プラットフォーム                         | 開発者               | 出版社          |
| --------------------------------------- | ------ | ---------------------------------------- | -------------------- | --------------- |
| Despicable Me: The Game                 | 2010   | PlayStation 2、Wii、PlayStation Portable | Monkey Bar Games     | D3Publisher     |
| Despicable Me: The Game - Minion Mayhem | 2010   | Nintendo DS                              | WayForward           | D3Publisher     |
| Hop: The Movie                          | 2011   | Nintendo DS                              | Engine Software B.V. | 505 Games Ltd.  |
| Despicable Me: Minion Rush              | 2013   | IOS、Android                             | Gameloft             | Gameloft        |
| Minions Paradise                        | 2015   | IOS、Android                             | Electronic Arts      | Electronic Arts |
| The Secret Life of Pets: Unleashed      | 2016   | IOS、Android                             | Electronic Arts      | Electronic Arts |

### メディア・フランチャイズ
| 題名                                                               | 長編映画 作品数 | 期間            |
| ------------------------------------------------------------------ | --------------- | --------------- |
| 怪盗グルー Despicable Me                                           | 7               | 2010年 - 2024年 |
| ペット The Secret Life of Pets                                     | 2               | 2016年 - 2019年 |
| SING/シング Sing                                                   | 2               | 2016年 - 2021年 |
| ザ・スーパーマリオブラザーズ・ムービー The Super Mario Bros. Movie | 2               | 2023年 - 2026年 |

### 未制作の映画
| 邦題                                          | 原題                        | 説明 |
| --------------------------------------------- | --------------------------- | --- |
| エミリー・ザ・ストレンジ                      | Emily the Strange           | 2000年以来、ロブ・レーガーはエミリーの長編映画化を試みてきた。 2005年、20世紀アニメーションは、クリス・メレダンドリとジョン・コーエンをプロデューサーに迎え、実写/アニメーション長編映画の制作に着手した。ダークホース・エンターテインメントのマイク・リチャードソンが2008年にプロデューサーとして参加した。同年、映画がユニバーサル・スタジオ所有のイルミネーション・エンターテイメントとスタジオの創設者であるメレダンドリとコーエンに移管されたことが非公式に報告された。2010年9月、ユニバーサル・スタジオがコミックの権利を取得し、女優クロエ・グレース・モレッツがエミリー役にキャスティングされた。『白雪姫と鏡の女王』の脚本を書いたメリサ・ウォラックは、翌年8月に脚色を書くために雇われた。2か月後、この映画が実際にイルミネーション・エンターテインメントで制作されていることが確認された。キーラン・オルークは映画の脚本を書き直すために連れてこられた。2016年12月までにユニバーサルはプロジェクトを放棄し、ダークホース・エンターテインメントとAmazon Studiosはアニメーション映画を製作する交渉を行っていた。 |
| フラニマル                                    | Flanimals                   | Flanimalsの書籍シリーズに基づいた3Dコンピュータアニメーション長編映画が、2009年4月までにイルミネーションで制作されていた。シリーズのクリエイターであるリッキー・ジャーヴェが製作総指揮を務める予定で、主人公の声も担当する予定だった。マット・セルマン（The Simpsons）が脚本を書き上げたが、このプロジェクトは後に製作スケジュールから外された。 |
| ウォーリーをさがせ!                           | Where's Waldo?              | 2009年6月、ユニバーサルとイルミネーションは、『ウォーリーはどこ?』の映画化権を取得した。この作品は実写映画化され、クリス・メレダンドリとクラシック・メディア（現：ドリームワークス・クラシックス）のエグゼクティブ・プロデューサーであるエリック・エレンボーゲンが製作する予定だったが、ドリームワークス・アニメーションが2012年にクラシック・メディアを買収したため、このプロジェクトは後に中止した。 |
|                                               | Untitled Cryptozoology film | 2009年12月、イルミネーションは、俳優兼コメディアンのジャック・ブラックとジェイソン・ミカレフによる暗号動物学に関する提案に基づいたアニメーション映画を制作していた。未確認動物学とは、存在が確認されていない伝説の生き物（つまり、ネス湖の怪物またはビッグフット）。ブラックは、自身の製作会社エレクトリック・ダイナマイトを通じて、ベン・クーリーとクリス・メレダンドリとともにこの映画を製作するつもりだった。さらに、ブラックは、ドリームワークス アニメーションの『カンフー・パンダ』のように、キャラクターに声を提供するつもりはなかった。 |
| おさるのジョージ                              | Curious George              | 2010年7月までに、イルミネーションはラリー・スタッキーが脚本を執筆し、『おさるのジョージ』に基づく実写とアニメーションによる映画の製作を進めていたが、2015年11月に映画プロジェクトは中止された。 |
| PLUTO                                         | Pluto                       | 2010年10月、イルミネーション・エンタテインメントと手塚プロダクションは共同で、日本の漫画シリーズ『PLUTO』の実写/コンピュータアニメーション映画を開発すると発表した。 |
| アダムス・ファミリー                          | The Addams Family           | 2010年に、ユニバーサルとイルミネーションはアダムス・ファミリーの映画に関する基礎的な権利を取得した。この映画はチャールズ・アダムスの原画を基にしたストップモーション・アニメーション映画として企画された。 ティム・バートンはこの映画の共同脚本と共同製作を予定しており、監督も務める可能性がある。2013年7月までに映画は中止した。これを作られていれば、イルミネーション初のストップモーション・アニメーション映画となるはずだった。最終的に、メトロ・ゴールドウィン・メイヤーがこの映画の権利を獲得し、『ソーセージ・パーティー』の監督のグレッグ・ティアナンと元ドリームワークス・アニメーションのスタッフのコンラッド バーノンが監督を務めるコンピューター・アニメーション映画が2019年に公開された。ユニバーサルは、この映画の全世界での映画公開に関する配給権と映像ソフトの販売権を獲得した。 |
| アグリードール                                | Uglydolls                   | 2011年5月、イルミネーションはアグリドールズに長編アニメーション映画を製作する権利を取得したが、このプロジェクトは実現しませんでした。アグリドールに基づくアニメーション映画は、STXfilmsが制作した初のファミリー向けアニメーション プロジェクトとなり、2019年5月に公開された。 |
| ウッディー・ウッドペッカー                    | Woody Woodpecker            | 2011年11月までに、ユニバーサルとイルミネーションはウッディー・ウッドペッカーの長編映画を計画した。ジョン・アルトシュラーとデイブ・クリンスキー（キング・オブ・ザ・ヒル）はストーリー製作について交渉中だったが、2013年7月にイルミネーションはプロジェクトをキャンセルした。この映画は最終的に2017年に実写とCGIのハイブリッド映画として公開された。 |
| キャット イン ザ ハット                       | The Cat in the Hat          | 2012年3月、同名の本のアニメ映画化作品『ロラックスおじさんの秘密の種』の経済的成功を受けて、ユニバーサルとイルミネーションは、『帽子をかぶった猫』のコンピュータアニメ化作品を製作する計画を発表した。ロブ・リーバーが脚本を書き、クリス・メレダンドリがプロデューサー、オードリー・ガイゼルが製作総指揮を務める予定だったが、このプロジェクトは実現しなかった。2018年1月までに、ワーナー・アニメーション・グループは、スース・エンタープライゼスとのクリエイティブ・パートナーシップの一環として、2025年に公開される予定のアニメーション映画『Cat in the Hat』の開発を進めている。。 |
| でっかくなっちゃった赤い子犬 僕はクリフォード | Clifford the Big Red Dog    | 2012年5月、ユニバーサルとイルミネーションは、『おおきいあかい クリフォード』書籍シリーズに基づいた実写/アニメーション長編映画の製作を開始した。マット・ロペスが脚本を書くために雇われ、クリス・メレダンドリとデボラ・フォルテが映画の製作を担当した。2013年7月、イルミネーションはプロジェクトを中止した。その後、パラマウント・ピクチャーズがこの映画の権利を取得し、現在進行中の新型コロナウイルス感染症のパンデミックによる何度かの延期を経て、最終的に2021年11月10日に公開された。 |
| ジョニー・エクスプレス                        | Johnny Express              | 2015年、ユニバーサルとイルミネーションは、韓国のCGI短編アニメーション『Johnny Express』を長編アニメーション映画化する計画を立てた。 |

## 評価

### アカデミー賞
| 年     | 作品                         | カテゴリー       | 受賞者                                                   | 結果       |
| ------ | ---------------------------- | ---------------- | -------------------------------------------------------- | ---------- |
| 2013年 | 怪盗グルーのミニオン危機一発 | 長編アニメ映画賞 | クリス・ルノー、ピエール・コフィン、クリス・メレダンドリ | ノミネート |
| 2013年 | 怪盗グルーのミニオン危機一発 | 歌曲賞           | ファレル・ウィリアムス「Happy」                          | ノミネート |

### ゴールデングローブ賞
| 年     | 作品                         | カテゴリー   | 受賞者                                                                              | 結果       |
| ------ | ---------------------------- | ------------ | ----------------------------------------------------------------------------------- | ---------- |
| 2010年 | 怪盗グルーの月泥棒           | アニメ映画賞 | クリス・ルノー、ピエール・コフィン                                                  | ノミネート |
| 2013年 | 怪盗グルーのミニオン危機一発 | アニメ映画賞 | クリス・ルノー、ピエール・コフィン                                                  | ノミネート |
| 2016年 | SING/シング                  | アニメ映画賞 | ガース・ジェニングス                                                                | ノミネート |
| 2016年 | SING/シング                  | 主題歌賞     | ライアン・テダー、スティーヴィー・ワンダー、フランシス・アンド・ザ・ライツ「Faith」 | ノミネート |

### アニー賞
| 年     | 作品                               | カテゴリー                             | 受賞者                                                                               | 結果       |
| ------ | ---------------------------------- | -------------------------------------- | ------------------------------------------------------------------------------------ | ---------- |
| 2010年 | 怪盗グルーの月泥棒                 | 長編作品賞                             | クリス・メレダンドリ、ジャネット・ヒーリー、ジョン・コーエン                         | ノミネート |
| 2010年 | 怪盗グルーの月泥棒                 | 長編作品声優賞                         | スティーヴ・カレル                                                                   | ノミネート |
| 2010年 | 怪盗グルーの月泥棒                 | 長編作品キャラクター・デザイン賞       | カーター・グッドリッチ                                                               | ノミネート |
| 2010年 | 怪盗グルーの月泥棒                 | 長編作品監督賞                         | クリス・ルノー、ピエール・コフィン                                                   | ノミネート |
| 2010年 | 怪盗グルーの月泥棒                 | 長編作品音楽賞                         | ファレル・ウィリアムス、ヘイター・ペレイラ                                           | ノミネート |
| 2010年 | 怪盗グルーの月泥棒                 | 長編作品美術賞                         | ヤーロウ・チェイニー、エリック・ギヨン                                               | ノミネート |
| 2011年 | イースターラビットのキャンディ工場 | 実写作品キャラクター・アニメーション賞 | アンドリュー・アーネット                                                             | ノミネート |
| 2012年 | ロラックスおじさんの秘密の種       | 長編作品キャラクター・デザイン賞       | エリック・ギヨン、ヤーロウ・チェイニー、コリン・スティンプソン                       | ノミネート |
| 2012年 | ロラックスおじさんの秘密の種       | 長編作品音楽賞                         | ジョン・パウエル、ケン・ダウリオ、シンコ・ポール                                     | ノミネート |
| 2013年 | 怪盗グルーのミニオン危機一発       | 長編作品賞                             | クリス・メレダンドリ、ジャネット・ヒーリー                                           | ノミネート |
| 2013年 | 怪盗グルーのミニオン危機一発       | テレビコマーシャル作品賞               | 怪盗グルーのミニオン危機一発                                                         | 受賞       |
| 2013年 | 怪盗グルーのミニオン危機一発       | 長編作品声優賞                         | スティーヴ・カレル、クリステン・ウィグ、ピエール・コフィン                           | ノミネート |
| 2013年 | 怪盗グルーのミニオン危機一発       | 長編作品キャラクター・アニメーション賞 | ジョナサン・デル・ヴァル                                                             | ノミネート |
| 2013年 | 怪盗グルーのミニオン危機一発       | 長編作品キャラクター・デザイン賞       | エリック・ギヨン                                                                     | ノミネート |
| 2013年 | 怪盗グルーのミニオン危機一発       | 長編作品監督賞                         | クリス・ルノー、ピエール・コフィン                                                   | ノミネート |
| 2013年 | 怪盗グルーのミニオン危機一発       | 長編作品音楽賞                         | ファレル・ウィリアムス、ヘイター・ペレイラ                                           | ノミネート |
| 2013年 | 怪盗グルーのミニオン危機一発       | 長編作品美術賞                         | ヤーロウ・チェイニー、エリック・ギヨン                                               | ノミネート |
| 2013年 | 怪盗グルーのミニオン危機一発       | 長編作品絵コンテ賞                     | エリック・ファベラ                                                                   | ノミネート |
| 2015年 | ミニオンズ                         | 長編作品視覚効果賞                     | フランク・バラダット、アントニン・セドゥー、ミロ・リカランド、ニコラ・ブラック       | ノミネート |
| 2015年 | ミニオンズ                         | 長編作品声優賞                         | ジョン・ハム、ピエール・コフィン                                                     | ノミネート |
| 2015年 | ミニオンズ                         | 長編作品美術賞                         | エリック・ギヨン                                                                     | ノミネート |
| 2015年 | ミニオンズ                         | 長編作品キャラクター・デザイン賞       | エリック・ギヨン                                                                     | ノミネート |
| 2015年 | ミニオンズ                         | 長編作品キャラクター・アニメーション賞 | ヒケム・アルファウイ                                                                 | ノミネート |
| 2015年 | ミニオンズ                         | 長編作品絵コンテ賞                     | ハビブ・ルーアティ                                                                   | ノミネート |
| 2016年 | ペット                             | 長編作品キャラクター・デザイン賞       | エリック・ギヨン                                                                     | ノミネート |
| 2016年 | ペット                             | 長編作品音楽賞                         | アレクサンドル・デスプラ                                                             | ノミネート |
| 2016年 | SING/シング                        | 長編作品音楽賞                         | ジョビー・タルボット                                                                 | ノミネート |
| 2017年 | 怪盗グルーのミニオン大脱走         | 長編作品賞                             | クリス・メレダンドリ、ジャネット・ヒーリー                                           | ノミネート |
| 2017年 | 怪盗グルーのミニオン大脱走         | 長編作品視覚効果賞                     | ブルーノ・ショーファード、フランク・バラダット、ニコラ・ブラック、ミロ・リッカランド | ノミネート |
| 2017年 | 怪盗グルーのミニオン大脱走         | 長編作品キャラクター・デザイン賞       | エリック・ギヨン                                                                     | ノミネート |
| 2018年 | グリンチ                           | 長編作品音楽賞                         | ダニー・エルフマン、タイラー・ザ・クリエイター                                       | ノミネート |
| 2018年 | グリンチ                           | 長編作品絵コンテ賞                     | ハビブ・ルーアティ                                                                   | ノミネート |
| 2018年 | グリンチ                           | 長編作品編集賞                         | クリス・カルタヘナ                                                                   | ノミネート |
| 2019年 | ペット2                            | 長編作品声優賞                         | ジェニー・スレイト                                                                   | ノミネート |
| 2019年 | ペット2                            | 長編作品編集賞                         | ティファニー・L・カーツ                                                              | ノミネート |
| 2021年 | SING/シング: ネクストステージ      | 長編作品賞                             | クリス・メレダンドリ、ジャネット・ヒーリー                                           | ノミネート |

### 英国アカデミー賞
| 年     | 作品                         | カテゴリー   | 受賞者                             | 結果       |
| ------ | ---------------------------- | ------------ | ---------------------------------- | ---------- |
| 2010年 | 怪盗グルーの月泥棒           | アニメ映画賞 | クリス・ルノー、ピエール・コフィン | ノミネート |
| 2013年 | 怪盗グルーのミニオン危機一発 | アニメ映画賞 | クリス・ルノー、ピエール・コフィン | ノミネート |
| 2015年 | ミニオンズ                   | アニメ映画賞 | ピエール・コフィン、カイル・バルダ | ノミネート |

### 放送映画批評家協会賞
| 年     | 作品                         | カテゴリー   | 受賞者                                   | 結果       |
| ------ | ---------------------------- | ------------ | ---------------------------------------- | ---------- |
| 2010年 | 怪盗グルーの月泥棒           | アニメ映画賞 | クリス・ルノー、ピエール・コフィン       | ノミネート |
| 2013年 | 怪盗グルーのミニオン危機一発 | アニメ映画賞 | クリス・ルノー、ピエール・コフィン       | ノミネート |
| 2013年 | 怪盗グルーのミニオン危機一発 | 楽曲賞       | ファレル・ウィリアムス「Happy」          | ノミネート |
| 2017年 | 怪盗グルーのミニオン大脱走   | アニメ映画賞 | ピエール・コフィン、カイル・バルダ       | ノミネート |
| 2018年 | グリンチ                     | アニメ映画賞 | スコット・モシャー、ヤーロウ・チェイニー | ノミネート |

### 全米製作者組合賞
| 年     | 作品                          | カテゴリー               | 受賞者                                                       | 結果       |
| ------ | ----------------------------- | ------------------------ | ------------------------------------------------------------ | ---------- |
| 2010年 | 怪盗グルーの月泥棒            | 長編作品プロデューサー賞 | クリス・メレダンドリ、ジャネット・ヒーリー、ジョン・コーエン | ノミネート |
| 2013年 | 怪盗グルーのミニオン危機一発  | 長編作品プロデューサー賞 | クリス・メレダンドリ、ジャネット・ヒーリー                   | ノミネート |
| 2015年 | ミニオンズ                    | 長編作品プロデューサー賞 | クリス・メレダンドリ、ジャネット・ヒーリー                   | ノミネート |
| 2016年 | ペット                        | 長編作品プロデューサー賞 | クリス・メレダンドリ、ジャネット・ヒーリー                   | ノミネート |
| 2017年 | 怪盗グルーのミニオン大脱走    | 長編作品プロデューサー賞 | クリス・メレダンドリ、ジャネット・ヒーリー                   | ノミネート |
| 2018年 | グリンチ                      | 長編作品プロデューサー賞 | クリス・メレダンドリ、ジャネット・ヒーリー                   | ノミネート |
| 2021年 | SING/シング: ネクストステージ | 長編作品プロデューサー賞 | クリス・メレダンドリ、ジャネット・ヒーリー                   | ノミネート |

### 視覚効果協会
| 年     | 作品                          | カテゴリー                                     | 受賞者                                                                                                   | 結果       |
| ------ | ----------------------------- | ---------------------------------------------- | --- | ---------- |
| 2013年 | 怪盗グルーのミニオン危機一発  | 長編作品視覚効果賞                             | クリス・メレダンドリ、ジャネット・ヒーリー、クリス・ルノー、ピエール・コフィン                           | ノミネート |
| 2017年 | 怪盗グルーのミニオン大脱走    | 長編作品視覚効果賞                             | ピエール・コフィン、ピエール・コフィン、カイル・バルダ、エリック・ギヨン                                 | ノミネート |
| 2017年 | 怪盗グルーのミニオン大脱走    | 長編作品キャラクター賞                         | エリック・ギヨン、ブルーノ・デキエ、ジュリアン・ソレ、ベンジャミン・フォーネット                         | ノミネート |
| 2017年 | 怪盗グルーのミニオン大脱走    | 長編作品環境制作賞                             | アクセル・デ・クーマン、ピエール・ロペス、ミロ・リッカラン、ニコラ・ブラック                             | ノミネート |
| 2017年 | 怪盗グルーのミニオン大脱走    | フォトリアルまたはアニメーションプロジェクト賞 | エリック・ギヨン、フランソワ・グザヴィエ・ルペワントル、ギョーム・ブーデビル、ピエール・ロペス           | ノミネート |
| 2017年 | 怪盗グルーのミニオン大脱走    | 長編作品エフェクトシミュレーション賞           | ブルーノ・ショーファール、フランク・バラダ、ミロ・リッカラン、ニコラ・ブロック                           | ノミネート |
| 2018年 | グリンチ                      | 長編作品視覚効果賞                             | ピエール・ルドゥック、ジャネット・ヒーリー、ブルーノ・ショーファール、ミロ・リカラン                     | ノミネート |
| 2018年 | グリンチ                      | 長編作品キャラクター賞                         | ダヴィッド・ガランテ、フランソワ・ブーダイル、オリヴィエ・ルフィン、ヤロー・チェイニー                   | ノミネート |
| 2018年 | グリンチ                      | 長編作品環境制作賞                             | ロイック・ラストゥ、ルドヴィック・ラミエール、アンリ・ドゥレール、ニコラ・ブロック                       | ノミネート |
| 2018年 | グリンチ                      | 長編作品エフェクトシミュレーション賞           | エリック・カルメ、ニコラ・ブリス、ミロ・リッカランド                                                     | ノミネート |
| 2021年 | SING/シング: ネクストステージ | 長編作品視覚効果賞                             | パトリック・デラージュ、ナタリー・ヴァンカウエンベルヘ、クリストフ・ルードレ、ボリス・ジャク             | ノミネート |
| 2021年 | SING/シング: ネクストステージ | 長編作品視覚効果協会賞                         | リュドヴィク・ラミエール、テオ・リボアレン、アンリ・デルエ、フレデリック・マイニル（クリスタルシアター） | ノミネート |
| 2021年 | SING/シング: ネクストステージ | 長編作品エフェクトシミュレーション賞           | リチャード・アデノ、ギヨーム・ゲイ、フレデリック・バルス-グリ、アントワーヌ・ブレモン                    | ノミネート |